# Marina Mahathir
Marina Mahathir est une née est une autrice et activiste malaisienne née le 11 mai 1957 à Alor Setar.

## Biographie

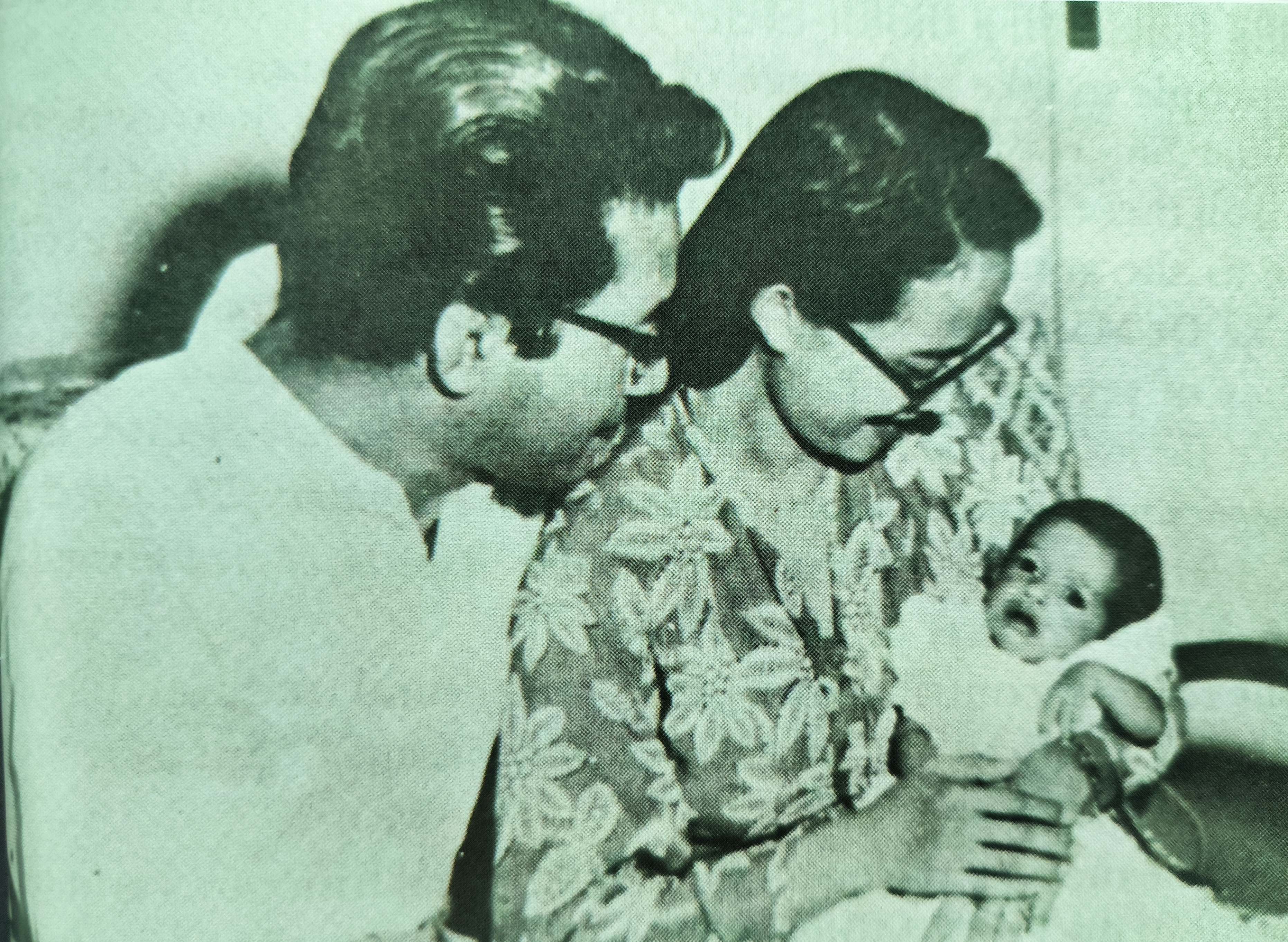
La photo a été prise un mois après la naissance de Marina en juin 1957.

Elle est la fille du Premier ministre malaisien Mahathir Mohamad et de Siti Hasmah Mohamad Ali,.
À partir de la fin des années 1980, elle tient une chronique régulière dans The Star, l'un des principaux quotidiens du pays.
Elle est par ailleurs militante pour les droits humains, s'engageant pour le droit des femmes (via son implication dans l'association Sisters in Islam par exemple) ou encore la lutte contre le SIDA.
En mars 2016, elle est fait chevalier de l'ordre national de la Légion d'honneur en reconnaissance de son engagement pour les droits humains. L'insigne lui est remis par Christophe Penot lors d'une cérémonie à Kuala Lumpur.